# Морлі (Айова)
Морлі (англ. Morley) — місто (англ. city) в США, в окрузі Джонс штату Айова. Населення — 96 осіб (2020).

## Географія
Морлі розташоване за координатами 42°0′22″ пн. ш. 91°14′45″ зх. д. / 42.00611° пн. ш. 91.24583° зх. д. (42.006028, -91.245872).  За даними Бюро перепису населення США в 2010 році місто мало площу 0,24 км², уся площа — суходіл.

## Демографія
Згідно з переписом 2010 року, у місті мешкало 115 осіб у 44 домогосподарствах у складі 30 родин. Густота населення становила 474 особи/км².  Було 51 помешкання (210/км²).
Расовий склад населення:
| - 99,1 % — білих |

До двох чи більше рас належало 0,9 %. Частка іспаномовних становила 0,9 % від усіх жителів.
За віковим діапазоном населення розподілялося таким чином: 30,4 % — особи молодші 18 років, 53,9 % — особи у віці 18—64 років, 15,7 % — особи у віці 65 років та старші. Медіана віку мешканця становила 40,5 року. На 100 осіб жіночої статі у місті припадало 117,0 чоловіків;  на 100 жінок у віці від 18 років та старших — 100,0 чоловіків також старших 18 років.
Середній дохід на одне домашнє господарство  становив 32 878 доларів США (медіана — 30 313), а середній дохід на одну сім'ю — 31 137 доларів (медіана — 32 813). За межею бідності перебувало 29,0 % осіб, у тому числі 58,8 % дітей у віці до 18 років та 0,0 % осіб у віці 65 років та старших.
Цивільне працевлаштоване населення становило 52 особи. Основні галузі зайнятості: мистецтво, розваги та відпочинок — 28,8 %, освіта, охорона здоров'я та соціальна допомога — 21,2 %, виробництво — 15,4 %.